# 永浆站
永浆站位于福建省三明市永安市燕南街道永浆村，车站作为会让站建于1971年，以增加鹰厦线的运输能力，距鹰潭站413公里、距厦门站281公里。车站由南昌局集团永安车务段管辖，现为四等站，办理列车会让、中转、通过业务，不办理旅客乘降及行李包裹托运；货运仅办理专用线、专用铁路整车货物发到，设有通往解放军32269部队的专用线。
南龙铁路和兴泉铁路永安南站位于本站附近。